# Barokní opera

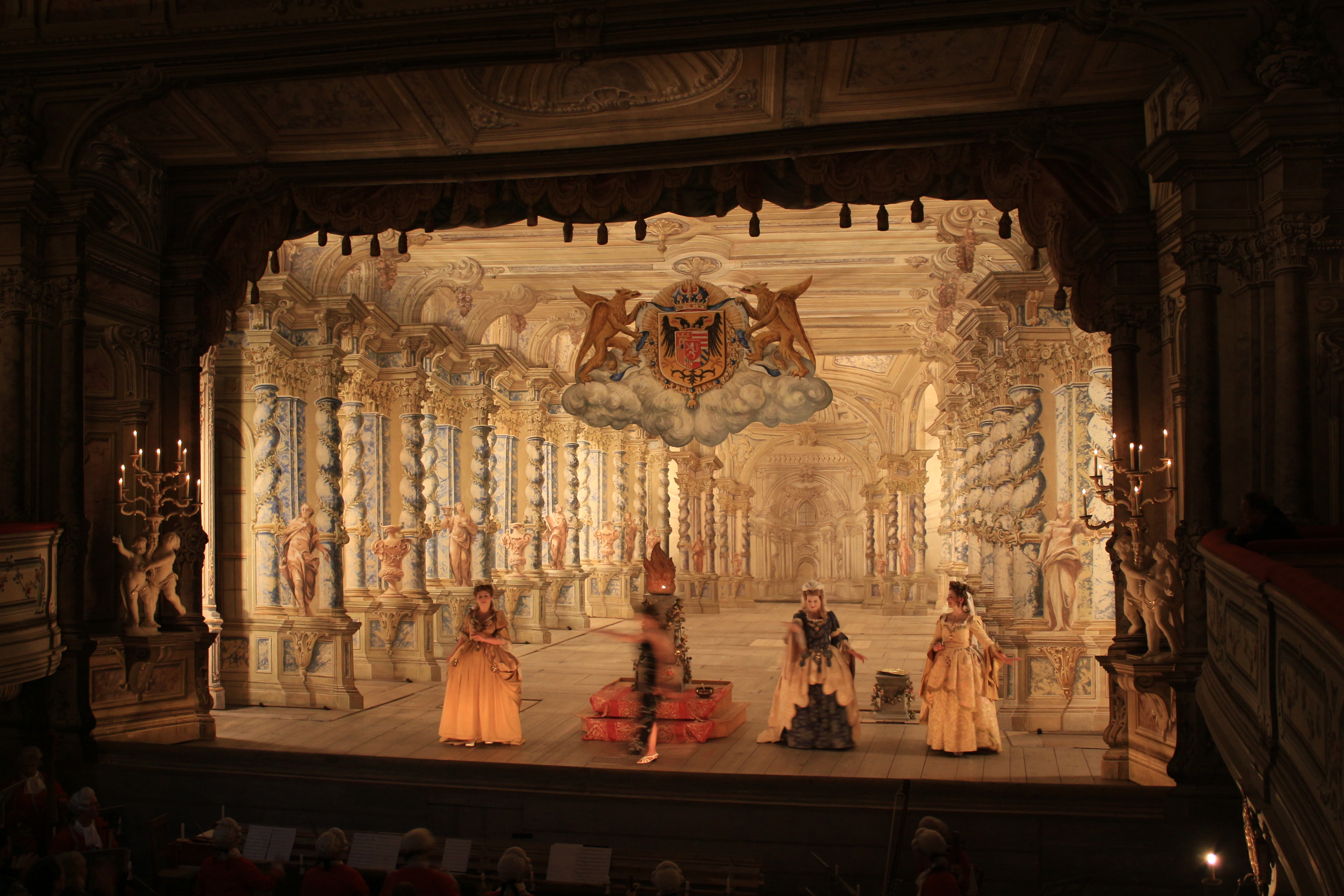
Unikátní barokní zámecké divadlo v Českém Krumlově. Operní představení Il natale d'Augusto Antonia Caldary v provedení souboru barokní hudby Hof-Musici.

Barokní opera je hudebně-pěvecký a divadelně-dramatický žánr, který se vyskytoval v evropské hudbě přibližně od počátku 17. do konce 18. století.

## Dějiny

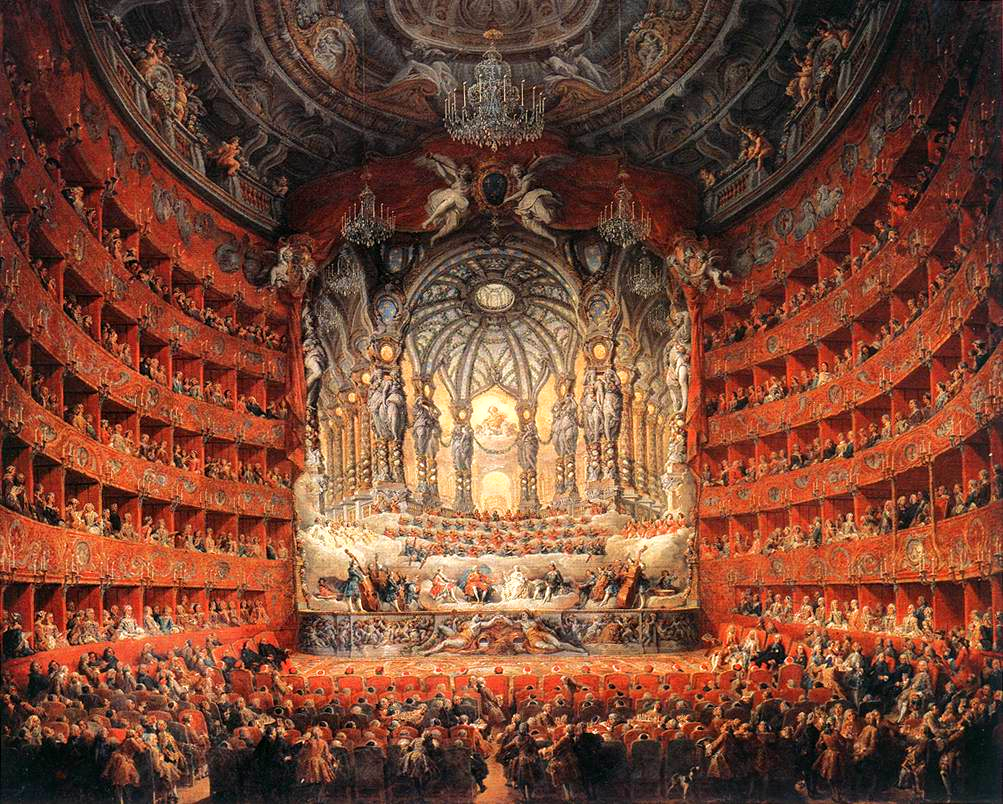
Teatro Argentina (Pannini, rok 1747, Louvre)

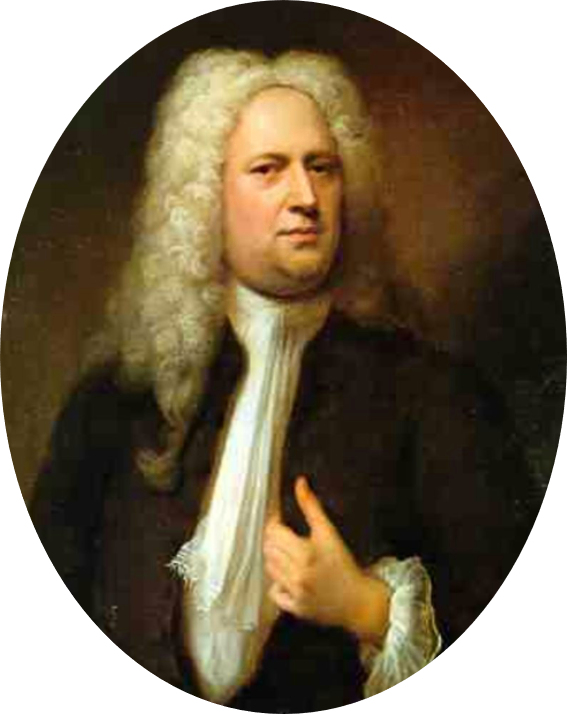
Georg Friedrich Händel, 1733

Barokní opera má svůj původ v Itálii. Původně byla záležitostí pouze uzavřené aristokratické společnosti, brzy se však začala pořádat také veřejná vystoupení. V roce 1637 se v Benátkách poprvé objevila myšlenka "sezónního" (Carnival) pořádání veřejných operních představení, které by byly financovány z prodeje vstupenek. Z Mantovy přijel do Benátek Claudio Monteverdi a kolem roku 1640 pro zdejší operní scénu zkomponoval své poslední opery Il ritorno d'Ulisse in patria a L'incoronazione di Poppea. Jeho nejvýznamnější žák Francesco Cavalli pomohl šířit operu po celé Itálii.
V  raných dobách barokní opery, se mísila tradiční komedie s tragickými prvky, což znesvařovalo některé vzdělané vrstvy. To vedlo k podnětům ke vzniku prvního z mnoha reformních hnutí opery, podporovanou Akademií Arcadia. Ta byla později spojována s básníkem Pietrem Metastasiem, jehož libreta značnou měrou přispěla k utváření žánru opera seria, který se stal hlavní formou italské opery až do konce 18. století. Poté, co se ustálil Metastasiovský ideál, komedie v opeře období baroka se pomalu proměnila v opera buffa.
Takové prvky byly zpočátky z opery seria vytěsňovány, mnoho libret se však dále vyvíjelo nezávisle a vytvářelo komické zápletky jako druh "opery v opeře." Jedním z důvodů byla snaha o přilákání do operních domů zástupců bohatnoucí třídy měšťanstva a obchodníků, kteří ovšem nedosahovali takové úrovně vzdělání ani kulturní úrovně, jako šlechta. Tyto samostatné zápletky téměř okamžitě vytvořily samostatně se rozvíjejí tradici, která zčásti vycházela z commedia dell'arte, improvizační scénické techniky s dlouhou tradicí. Jako intermedi byly kdysi uváděny mezi jednotlivými jednáními, opery v novém komickém žánru "intermezzi", které se rozvíjely zejména v Neapoli na počátku 18. století, kde byly zpočátku uváděny během přestávek opery seria. Ta se však stala natolik populárními, že byla brzy uváděna jako samostatné kusy.

## Barokní opera na Moravě
Italská barokní opera se v 1. polovině 18. století nebývale silně rozvinula také na Moravě a několika místech v Čechách. Hlavním místem provozu opery byla především tamější šlechtická sídla. Opery prováděné na Moravě se většinou dochovaly v zahraničních archivech, především v Rakousku a Itálii, Německu a dalších zemích. Mezi hlavní místa operního provozu byly zámky Jaroměřice nad Rokytnou, Holešov, arcibiskupské sídlo v Kroměříž, či Náměšť nad Oslavou a v Čechách pak Kuks, nebo Český Krumlov, kde pro tento účel dokonce vzniklo barokní divadlo, které je unikátem.
V Jaroměřicích nad Rokytnou mj. vznikla opera O původu Jaroměřic na Moravě, první opera v českém jazyce, jako překlad italského originálu L'origine di Jaromeritz in Moravia.
Jde o zajímavý fenomén barokní hudby a barokní kultury obecně, kterým se zabýval významný muzikolog Vladimír Helfert. Bádáním v oblasti repertoáru italské opery na Moravě v době vrcholného baroka se zabývají především pracovníci Ústavu hudební vědy Masarykovy univerzity v Brně, jako např. doc. Jana Perutková, Jana Spáčilová a další.

## Skladatelé barokních oper
- Antonio Vivaldi
- Johann Sebastian Bach
- Georg Friedrich Händel
- Henry Purcell
- Johann Joseph Fux
- Johann Adolph Hasse
- Antonio Caldara
- Jan Dismas Zelenka
- František Antonín Míča
- Nicola Porpora